# بوبي جونز (لاعب كرة سلة مواليد 1951)
بوبي جونز (بالإنجليزية: Bobby Jones) مواليد 18 ديسمبر 1951 في تشارلوت، هو لاعب كرة سلة محترف أمريكي معتزل بدأ مسيرته الاحترافية في سنة 1974 حيث تم اختياره من قبل فريق هيوستن روكتس خلال الدرافت، وحمل الرقم 24. يبلغ طوله 6 قدم 9 بوصة (2.1 م). مثّل منتخب بلاده. شارك في مسابقة كرة السلة في الألعاب الأولمبية الصيفية. اعتزل اللعب في 1986.

## روابط خارجية
- بوبي جونز على موقع الاتحاد الدولي لكرة السلة (الإنجليزية)
- بوبي جونز على موقع إن بي أي (الإنجليزية)
- بوبي جونز على موقع سبورتس رفرنس (الإنجليزية)
- بوبي جونز على موقع كلية كرة السلة في سبورتس رفرنس.كوم (الإنجليزية)
- بوبي جونز على موقع ريلجم (الإنجليزية)
- بوبي جونز على موقع بروبوليرز (الإنجليزية)
- بوبي جونز على موقع سبورتس رفرنس (الإنجليزية)
- بوبي جونز على موقع أوليمبيديا (الإنجليزية)
- بوبي جونز على موقع قاعة كارولاينا الشمالية للمشاهير الرياضية (الإنجليزية)